# Reprezentacja Szwajcarii na Mistrzostwach Świata w Narciarstwie Klasycznym 2009
Reprezentacja Szwajcarii na Mistrzostwach Świata w Narciarstwie Klasycznym 2009 liczyła 17 sportowców. Reprezentacja ta zdobyła 1 złoty medal i 1 brązowy, dzięki czemu zajęła 7. miejsce w klasyfikacji medalowej.

## Medale

### Złote medale
- Skoki narciarskie mężczyzn, duża skocznia indywidualnie: Andreas Küttel

### Srebrne medale
Brak

### Brązowe medale
- Skoki narciarskie mężczyzn, normalna skocznia indywidualnie: Simon Ammann

## Wyniki

### Biegi narciarskie mężczyzn
Sprint
- Dario Cologna - 4. miejsce
- Eligius Tambornino - 21. miejsce
- Valerio Leccardi - 31. miejsce (odpadł w kwalifikacjach)
- Martin Jaeger - 35. miejsce (odpadł w kwalifikacjach)

Sprint drużynowy
- Valerio Leccardi, Christoph Eigenmann - 16. miejsce

Bieg na 15 km
- Dario Cologna - 6. miejsce
- Toni Livers - 26. miejsce
- Reto Burgermeister - 50. miejsce

Bieg na 30 km
- Toni Livers - 38. miejsce
- Dario Cologna - 41. miejsce
- Remo Fischer - 48. miejsce

Bieg na 50 km
- Toni Livers - 14. miejsce
- Remo Fischer - 19. miejsce
- Curdin Perl - 27. miejsce

Sztafeta 4 x 10 km
- Curdin Perl, Dario Cologna, Remo Fischer, Toni Livers - 7. miejsce

### Biegi narciarskie kobiet
Sprint
- Seraina Mischol - 38. miejsce (odpadła w kwalifikacjach)

Bieg na 10 km
- Seraina Mischol - 22. miejsce

Bieg na 15 km
- Seraina Mischol - nie ukończyła

### Kombinacja norweska
Gundersen HS 134 / 10 km
- Seppi Hurschler - 22. miejsce
- Joel Bieri - 27. miejsce
- Ronny Heer - 28. miejsce
- Tim Hug - 30. miejsce

Start masowy (10 km + 2 serie skoków na skoczni K90)
- Seppi Hurschler - 29. miejsce
- Ronny Heer - 31. miejsce
- Tim Hug - 39. miejsce

Gundersen (1 seria skoków na skoczni K90 + 10 km)
- Ronny Heer - 14. miejsce
- Seppi Hurschler - 20. miejsce
- Tim Hug - 41. miejsce

Kombinacja drużynowa
- Ronny Heer, Tim Hug, Joel Bieri, Seppi Hurschler - nie wystartowali

### Skoki narciarskie mężczyzn
Normalna skocznia indywidualnie HS 100
- Simon Ammann - 3. miejsce, brązowy medal
- Andreas Kuettel - 6. miejsce

Duża skocznia indywidualnie HS 134
- Andreas Kuettel - 1. miejsce, złoty medal
- Simon Ammann - 8. miejsce

### Skoki narciarskie kobiet
Normalna skocznia indywidualnie HS 100
- Bigna Windmueller - 14. miejsce